# Riek Machar
Riek Machar Teny (Leer, Gran Alto Nilo, Sudán anglo-egipcio; 26 de noviembre de 1952) es un político sursudanés. Ha sido vicepresidente de la república de Sudán del Sur desde la consecución de la independencia del país en 2011 hasta 2013, cuando fue destituido por el presidente Salva Kiir. En 2016 ocupó brevemente el cargo de nueva creación de vicepresidente primero, y desde 2020 ocupa de nuevo dicho cargo.

## Biografía

### En el Ejército de Liberación del Pueblo de Sudán
Riek Machar fue uno de los primeros miembros del Movimiento de Liberación del Pueblo de Sudán (SPLA/M) de John Garang (1984). Él se separó de SPLA/M en 1991 con Lam Akol y Gordon Kong Chuol para formar el SPLA-Nasir (1991-1993), después conocido como el SPLA-Unido (1993-94), con la intención de ajustar el objetivo de la lucha armada. Contrariamente a la visión del presidente del SPLM/A sobre un "Nuevo Sudán", en su manifiesto claramente se declaró partidario de la libre determinación para el pueblo del sur de Sudán en su legítimo derecho a luchar y morir.
Machar se casó con Emma McCune, una trabajadora de ayuda británica. Ella murió en un accidente de coche en Nairobi en 1993.
Machar firmó el Acuerdo de Paz de Jartum en 1997, obligando al Frente Nacional Islámico a adoptar una constitución democrática con la legitimación de la libre determinación del pueblo del sur de Sudán, por primera vez en la historia de Sudán. Después de la firma, se convirtió en el líder de las Fuerzas de Defensa del Sur de Sudán (SSDF, el recién renombrado SSIM) (1997-2002) El Acuerdo de Paz de Jartum ofreció al Sur la libre determinación en el papel e hizo de Machar el Asistente del Presidente de la República del Sudán y el presidente del Consejo Coordinador de Sur de Sudán (7 de agosto de 1997 a 31 de enero de 2000).

### En la política de Sudán del Sur
En 2005 sustituyó a Salva Kiir Mayardit como vicepresidente de Sudán del Sur, quien a su vez asumió como presidente.
En 2013 anunció en público sus intenciones de desafiar al presidente Kiir. En julio de 2013, él y el resto del gabinete fueron destituidos. Machar calificó la acción de Kiir como un paso hacia una dictadura. Estos acontecimientos condujeron a la guerra civil de Sudán del Sur.
Una vez empezada la guerra civil, Machar se dirigió a un “sombrío” grupo europeo de traficantes de armas para abastecer de armas a sus tropas. Poco se sabe del grupo, siendo una excepción el traficante franco-polaco Pierre Dadak, que, en el momento de su detención en una villa de Ibiza el 14 de julio de 2016, estaba acordando con Machar la venta de 40 000 rifles de asalto AK-47, 30 000 ametralladoras PK y 200 000 cajas de munición.
A finales de agosto de 2015, se firmó un acuerdo de paz entre el gobierno y los rebeldes de Machar. El acuerdo convertiría de nuevo a Machar en vicepresidente. En abril de 2016, como parte del acuerdo de paz, Machar regresó a Yuba y juró el cargo de vicepresidente. Sin embargo, huyó de la capital al reanudarse el conflicto entre los partidarios de Kiir y los suyos en julio de 2016. Después de un ultimátum de 48 horas decretado por el presidente para que regresara a Yuba para avanzar en las conversaciones del acuerdo de paz, el SPLA-IO nombró a Taban Deng Gai negociador principal en sustitución de Machar y el gobierno lo aceptó como vicepresidente en funciones. Machar dijo que cualquier conversación sería ilegal porque había destituido a Gai.
En octubre de 2017, Machar se hallaba bajo arresto domiciliario en Sudáfrica. Su arresto domiciliario fue levantado en marzo de 2018.
Machar regresó a Yuba en octubre de 2018 tras un acuerdo de paz firmado en septiembre del mismo año. Debido a un retraso en la implementación de un acuerdo de reparto de poderes que iba a entrar en vigor para el 12 de mayo de 2019, en dicho mes Machar se encontraba en Jartum, la capital del vecino país de Sudán.
Machar fue nombrado vicepresidente primero de Sudán del Sur el 22 de febrero de 2020 como parte del gobierno de transición de unidad nacional.